# Rhinobatos annulatus
Rhinobatos annulatus é uma espécie de peixe da família Rhinobatidae.
Pode ser encontrada nos seguintes países: Angola, Namíbia, África do Sul e possivelmente em Moçambique.
Os seus habitats naturais são: mar costeiro e águas estuarinas.
Está ameaçada por perda de habitat.